# Список президентів Індії
Президент Індії є главою держави Республіки Індія та Верховним головнокомандувачем збройних сил Індії. Президента називають першим громадянином Індії. Хоча Конституція Індії наділяє його цими повноваженнями, ця посада є здебільшого церемоніальною, а виконавча влада де-факто здійснюються прем’єр-міністром.
Президент обирається Колегією виборщиків, що складається з обраних членів палат парламенту, Лок Сабха та Раджа Сабха, а також членів Саасана Сабха або Відхан Сабха, законодавчих зборів штатів. Згідно з частиною V статті 56 Конституції Індії, президент може перебувати на посаді протягом п'яти років. У разі дострокового припинення повноважень президента або під час відсутності президента, його обов'язки виконує віце-президент. Згідно зі статтею 70 частини V, парламент може вирішити, як виконувати функції президента, якщо це неможливо, або в будь-якій іншій непередбачуваній ситуації.

## Список президентів Індії

### Тимчасовий уряд до незалежності Індії
| # | Ім'я                            | Портрет | Термін повноважень | Термін повноважень | Політична партія | Віце-президент                  |
| - | ------------------------------- | ------- | ------------------ | ------------------ | ---------------- | ------------------------------- |
| 1 | Махендра Пратап                 |         | 1915               | 1919               |                  | Абдул Хафіз Мохамед Баракатулла |
| 2 | Абдул Хафіз Мохамед Баракатулла |         | 1919               | 1919               |                  | Махендра Пратап                 |

### Президент Виконавчої ради
| # | Ім'я             | Портрет | Термін повноважень | Термін повноважень | Політична партія                |
| - | ---------------- | ------- | ------------------ | ------------------ | ------------------------------- |
| 1 | Джавахарлал Неру |         | 1928               | 1941               | Індійський національний конгрес |

### Тимчасовий уряд Субхаса Чандри Боса до незалежності Індії
| #                     | Ім'я                  | Портрет               | Термін повноважень    | Термін повноважень    | Політична партія      | Віце-президент                                                              |
| Тимчасовий уряд Індії | Тимчасовий уряд Індії | Тимчасовий уряд Індії | Тимчасовий уряд Індії | Тимчасовий уряд Індії | Тимчасовий уряд Індії | Тимчасовий уряд Індії                                                       |
| --------------------- | --------------------- | --------------------- | --------------------- | --------------------- | --------------------- | --------------------------------------------------------------------------- |
| 1                     | Субхас Чандра Бозе    |                       | 1941                  | 1945                  | India                 | Мохан Сінгх і Іваічі Фудзівара засновники Перша Індійська національна армія |

### Президент Виконавчої ради
| # | Ім'я             | Портрет | Термін повноважень | Термін повноважень | Політична партія                |
| - | ---------------- | ------- | ------------------ | ------------------ | ------------------------------- |
| 1 | Джавахарлал Неру |         | 1945               | 15 серпня 1947     | Індійський національний конгрес |

### Генерал-губернатор
| # | Генерал-губернатор (Народження–Смерть)            | Портрет | Термін служби  | Термін служби  | Монарх   | Прем'єр-міністр |
| # | Генерал-губернатор (Народження–Смерть)            | Портрет | Обійняв посаду | Покинув офіс   | Монарх   | Прем'єр-міністр |
| - | ------------------------------------------------- | ------- | -------------- | -------------- | -------- | --------------- |
| 1 | Високоповажний граф Маунтбеттен Бірми (1900–1979) |         | 15 серпня 1947 | 21 червня 1948 | Георг VI | Неру            |
| 2 | Чакраварті Раджагопалачарі (1878–1972)            |         | 21 червня 1948 | 26 січня 1950  | Георг VI | Неру            |

### Список
| №          | Портрет             | Ім'я (нар.–смерть)                    | Термін повноважень  | Термін повноважень        | Вибори                 | Віце-президент                  | Політична партія                | Політична партія |
| №          | Портрет             | Ім'я (нар.–смерть)                    | Вступ на посаду     | Складання повноважень     | Вибори                 | Віце-президент                  | Політична партія                | Політична партія |
| ---------- | ------------------- | ------------------------------------- | ------------------- | ------------------------- | ---------------------- | ------------------------------- | ------------------------------- | ---------------- |
| Тимчасовий |                     | Раджендра Прасад (1884–1963)          | 26 січня 1950 року  | 13 травня 1952 року       | 1950                   | –                               | Індійський національний конгрес |                  |
| 1          | 13 травня 1952 року | Раджендра Прасад (1884–1963)          | 13 травня 1957 року | 1952                      | Сарвепалли Радахришнан |                                 | Індійський національний конгрес |                  |
| 1          | 13 травня 1957 року | Раджендра Прасад (1884–1963)          | 13 травня 1962 року | 1957                      | Сарвепалли Радахришнан |                                 | Індійський національний конгрес |                  |
| 2          |                     | Сарвепалли Радахришнан (1888–1975)    | 13 травня 1962 року | 13 травня 1967 року       | 1962                   | Закир Хусейн                    | Незалежний                      |                  |
| 3          |                     | Закир Хусейн (1897–1969)              | 13 травня 1967 року | 3 травня 1969 року[†]     | 1967                   | Варагагірі Венката Гірі         | Незалежний                      |                  |
| В.о.       |                     | Варагагірі Венката Гірі (1894–1980)   | 3 травня 1969 року  | 20 липня 1969 року        | –                      |                                 | Незалежний                      |                  |
| В.о.       |                     | М. Гідяятулла (1905–1992)             | 20 липня 1969 року  | 24 серпня 1969 року       | –                      | –                               | Незалежний                      |                  |
| 4          |                     | Варагагірі Венката Гірі (1894–1980)   | 24 серпня 1969 року | 24 серпня 1974 року       | 1969                   | Гопаль Сварруп Патак            | Незалежний                      |                  |
| 5          |                     | Фахрудин Алі Ахмед (1905–1977)        | 24 серпня 1974 року | 11 лютого 1977 року[†][†] | 1974                   | Гопаль Сварруп Патак Б.Д. Джаті | Індійський національний конгрес |                  |
| В.о.       |                     | Б.Д. Джаті (1912–2002)                | 11 лютого 1977 року | 25 липня 1977 року        | –                      |                                 | Індійський національний конгрес |                  |
| 6          |                     | Нейлам Санджива Редді (1913–1996)     | 25 липня 1977 року  | 25 липня 1982 року        | 1977                   | Б.Д. Джаті М. Гідяятулла        | Партія "Джанта"                 |                  |
| 7          |                     | Джані Заїл Сингх (1916–1994)          | 25 липня 1982 року  | 25 липня 1987 року        | 1982                   | М. Гідяятулла Р. Венкатарман    | Індійський національний конгрес |                  |
| 8          |                     | Р. Венкатарман (1910–2009)            | 25 липня 1987 року  | 25 липня 1992 року        | 1987                   | Шанкар Діал Шарма               | Індійський національний конгрес |                  |
| 9          |                     | Шанкар Діал Шарма (1918–1999)         | 25 липня 1992 року  | 25 липня 1997 року        | 1992                   | К.Р. Нараяна                    | Індійський національний конгрес |                  |
| 10         |                     | К.Р. Нараяна (1920–2005)              | 25 липня 1997 року  | 25 липня 2002 року        | 1997                   | Крішан Кант                     | Індійський національний конгрес |                  |
| 11         |                     | А. П. Дж. Абдул Калам (1931–2015)     | 25 липня 2002 року  | 25 липня 2007 року        | 2002                   | Крішан Кант Баїрон Синг Шекватт | Незалежний                      |                  |
| 12         |                     | Пратіба Девісинг Патіл (1934–Present) | 25 липня 2007 року  | 25 липня 2012 року        | 2007                   | М. Хамід Ансарі                 | Індійський національний конгрес |                  |
| 13         |                     | Пранав Мукерджи (1935–2020)           | 25 липня 2012 року  | 25 липня 2017 року        | 2012                   | М. Хамід Ансарі                 | Індійський національний конгрес |                  |
| 14         |                     | Рам Нат Ковінд (1945–Present)         | 25 липня 2017 року  | 25 липня 2022 року        | 2017                   | М. Хамід Ансарі М. Венкая Наіду | Партія "Бартія народ"           |                  |
| 15         |                     | Друпаді Мурму (1958–Present)          | 25 липня 2022 року  | теперішній час            | 2022                   | М. Венкая Наіду Ягдіп Данкар    | Партія "Бартія народ"           |                  |